# Futbol'nyj Klub Šachtar Donec'k 2015-2016
Questa voce raccoglie le informazioni riguardanti il Futbol'nyj Klub Šachtar Donec'k nelle competizioni ufficiali della stagione 2015-2016.

## Maglie e sponsor
Lo sponsor tecnico per la stagione 2015-2016 è Nike mentre lo sponsor ufficiale è System Capital Management.
| Casa | Trasferta |

## Rosa
| N. |                      | Ruolo | Calciatore          |
| -- | -------------------- | ----- | ------------------- |
| 5  | Ucraina (bandiera)   | D     | Oleksandr Kučer     |
| 6  | Ucraina (bandiera)   | C     | Taras Stepanenko    |
| 7  | Brasile (bandiera)   | C     | Wellington Nem      |
| 8  | Brasile (bandiera)   | C     | Fred                |
| 9  | Brasile (bandiera)   | C     | Dentinho            |
| 10 | Brasile (bandiera)   | C     | Bernard ()          |
| 11 | Brasile (bandiera)   | C     | Marlos              |
| 13 | Ucraina (bandiera)   | D     | V″jačeslav Ševčuk   |
| 14 | Ucraina (bandiera)   | D     | Vasyl' Kobin        |
| 16 | Ucraina (bandiera)   | C     | Vitalij Vicenec'    |
| 17 | Ucraina (bandiera)   | C     | Maksym Malyšev      |
| 18 | Ucraina (bandiera)   | D     | Ivan Ordec'         |
| 19 | Argentina (bandiera) | A     | Facundo Ferreyra () |
| 20 | Georgia (bandiera)   | C     | Giorgi Arabidze     |
| 21 | Ucraina (bandiera)   | A     | Oleksandr Hladkyj   |

| N. |                    | Ruolo | Calciatore          |
| -- | ------------------ | ----- | ------------------- |
| 22 | Croazia (bandiera) | A     | Eduardo ()          |
| 23 | Ucraina (bandiera) | P     | Bohdan Sarnavs'kyj  |
| 24 | Ucraina (bandiera) | A     | Serhij Hryn'        |
| 25 | Ucraina (bandiera) | D     | Mykola Matvijenko   |
| 28 | Brasile (bandiera) | C     | Taison              |
| 29 | Brasile (bandiera) | C     | Alex Teixeira       |
| 30 | Ucraina (bandiera) | P     | Andrij Pjatov       |
| 31 | Brasile (bandiera) | D     | Ismaily             |
| 32 | Ucraina (bandiera) | P     | Anton Kaniboloc'kyj |
| 33 | Croazia (bandiera) | D     | Darijo Srna (c)     |
| 38 | Ucraina (bandiera) | D     | Serhij Kryvcov      |
| 41 | Ucraina (bandiera) | A     | Andrij Borjačuk     |
| 44 | Ucraina (bandiera) | D     | Jaroslav Rakyc'kyj  |
| 66 | Brasile (bandiera) | D     | Márcio Azevedo      |
| 74 | Ucraina (bandiera) | C     | Viktor Kovalenko    |

## Calciomercato

### Sessione estiva
| Acquisti | Acquisti            | Acquisti            | Acquisti      |
| R.       | Nome                | da                  | Modalità      |
| -------- | ------------------- | ------------------- | ------------- |
| P        | Rustam Chudžamov    | Zorja               | fine prestito |
| D        | Taras Kačaraba      | Hoverla             | fine prestito |
| D        | Vasyl' Kobin        | Šachcër Salihorsk   | fine prestito |
| D        | Mychajlo Pysko      | Hoverla             | fine prestito |
| D        | Oleksij Poljans'kyj | Hoverla             | fine prestito |
| D        | Eduard Sobol'       | Metalurh Donec'k    | fine prestito |
| C        | Giorgi Arabidze     | Dinamo Tbilisi      | definitivo    |
| C        | Serhij Bolbat       | Metalist            | fine prestito |
| C        | V″jačeslav Čurko    | Illičivec'          | fine prestito |
| C        | Serhij Hryn'        | Illičivec'          | fine prestito |
| C        | Maksym Malyšev      | Zorja               | fine prestito |
| C        | Alan Patrick        | Palmeiras           | fine prestito |
| C        | Andrij Totovyc'kyj  | Illičivec'          | fine prestito |
| A        | Eduardo             | Flamengo            | svincolato    |
| A        | Facundo Ferreyra    | Newcastle Utd       | fine prestito |
| A        | Vladyslav Kulač     | Metalurh Zaporižžja | fine prestito |

| Cessioni | Cessioni            | Cessioni          | Cessioni              |
| R.       | Nome                | da                | Modalità              |
| -------- | ------------------- | ----------------- | --------------------- |
| P        | Rustam Chudžamov    | Metalist          | prestito              |
| D        | Ihor Duc'           | Illičivec'        | prestito              |
| D        | Mychajlo Pysko      | Illičivec'        | prestito              |
| D        | Oleksij Poljans'kyj | Metalist          | prestito              |
| D        | Eduard Sobol'       | Metalist          | prestito              |
| D        | Oleksandr Volovyk   | OH Lovanio        | prestito              |
| C        | Serhij Bolbat       | Lokeren           | prestito              |
| C        | V″jačeslav Čurko    | Metalist          | prestito              |
| C        | Douglas Costa       | Bayern Monaco     | definitivo (30 mln €) |
| C        | Fernando            | Sampdoria         | definitivo (8 mln €)  |
| C        | Dmytro Hrečyškin    | Zorja             | prestito              |
| C        | Ilsinho             |                   | svincolato            |
| C        | Oleksandr Karavajev | Zorja             | prestito              |
| C        | Denys Kožanov       | Karpaty           | prestito              |
| C        | Ruslan Malinovs'kyj | Zorja             | prestito              |
| C        | Alan Patrick        | Flamengo          | prestito              |
| C        | Davit Targamadze    | Oleksandrija      | prestito              |
| C        | Andrij Totovyc'kyj  | Zorja             | prestito              |
| C        | Beka Vachiberadze   | Real Betis        | definitivo            |
| A        | Luiz Adriano        | Milan             | definitivo (8 mln €)  |
| A        | Denys Bezborod'ko   | Illičivec'        | prestito              |
| A        | Vladyslav Kulač     | Stal' Kam"jans'ke | prestito              |

### Sessione invernale
| Acquisti | Acquisti            | Acquisti            | Acquisti      |
| R.       | Nome                | da                  | Modalità      |
| -------- | ------------------- | ------------------- | ------------- |
| P        | Rustam Chudžamov    | Metalist            | fine prestito |
| C        | V″jačeslav Čurko    | Metalist            | fine prestito |
| C        | Oleh Dančenko       | Čornomorec'         | definitivo    |
| C        | Danylo Ihnatenko    | Metalurh Zaporižžja | svincolato    |
| C        | Ruslan Malinovs'kyj | Zorja               | fine prestito |
| C        | Oleksij Zinkevyč    | Volyn'              | svincolato    |
| A        | Denys Bezborod'ko   | Illičivec'          | fine prestito |
| A        | Vladyslav Kulač     | Stal' Kam"jans'ke   | fine prestito |

| Cessioni | Cessioni            | Cessioni        | Cessioni              |
| R.       | Nome                | a               | Modalità              |
| -------- | ------------------- | --------------- | --------------------- |
| P        | Rustam Chudžamov    | Illičivec'      | definitivo            |
| C        | V″jačeslav Čurko    | Puskás Akadémia | prestito              |
| C        | Oleh Dančenko       | Čornomorec'     | prestito              |
| C        | Serhij Hryn'        | Illičivec'      | prestito              |
| C        | Ruslan Malinovs'kyj | Genk            | prestito              |
| C        | Alex Teixeira       | Jiangsu Suning  | definitivo (50 mln €) |
| A        | Denys Bezborod'ko   | Zorja           | prestito              |
| A        | Vladyslav Kulač     | Eskişehirspor   | prestito              |

## Risultati

### Supercoppa
| Arbitro: | Žabčenko (Chmel'nyc'kyj) |

|  |           |                                 |
|  | Marcatori | 90+2’ (rig.) Srna 90+4’ Bernard |

### Prem"jer-liha

#### Girone d'andata
| Arbitro: | Bondar (Kiev) |

|                        |           |  |
| Alex Teixeira 23’, 80’ | Marcatori |  |

| Arbitro: | Vaks (Chmel'nyc'kyj) |

|                  |           |                                                 |
| Matei 43’ (rig.) | Marcatori | 25’ Taison 40’, 55’ Alex Teixeira 90+3’ Eduardo |

| Arbitro: | Derdo (Čornomors'k) |

|                               |           |  |
| Alex Teixeira 50’ Eduardo 74’ | Marcatori |  |

| Arbitro: | Abdula (Charkiv) |

|                             |           |                        |
| Barannik 45+1’ Kovpak 90+2’ | Marcatori | 40’ Marlos 65’ Eduardo |

| Arbitro: | Žabčenko (Chmel'nyc'kyj) |

|  |           |                             |
|  | Marcatori | 84’ Matheus 90+3’ Selezn'ov |

| Arbitro: | Balakin (Kiev) |

|                                 |           |  |
| Alex Teixeira 64’ (rig.), 90+2’ | Marcatori |  |

| Arbitro: | Aranovs'kyj (Kiev) |

|  |           |                                                                   |
|  | Marcatori | 35’ Rakyc'kyj 39’, 62’ (rig.) Alex Teixeira 53’ Kučer 81’ Hladkyj |

| Arbitro: | Truchanov (Charkiv) |

|                              |           |  |
| Fred 10’ Alex Teixeira 45+2’ | Marcatori |  |

| Arbitro: | Bondar (Kiev) |

|                          |           |                                               |
| Kadymjan 18’ Lysenko 66’ | Marcatori | 38’ (rig.), 90’ Alex Teixeira 78’ (rig.) Srna |

| Arbitro: | Hrys'o (Leopoli) |

|                              |           |  |
| Alex Teixeira 8’ (rig.), 49’ | Marcatori |  |

| Arbitro: | Abdula (Charkiv) |

|  |           |                                   |
|  | Marcatori | 40’ Marlos 59’, 67’ Alex Teixeira |

| Arbitro: | Berezka (Kiev) |

|                                           |           |  |
| Eduardo 56’ Ismaily 85’ Alex Teixeira 88’ | Marcatori |  |

| Arbitro: | Vaks (Chmel'nyc'kyj) |

|                      |           |                                                                        |
| Kamenjuka 67’ (rig.) | Marcatori | 40’ Fred 47’, 90+2’ Stepanenko 58’, 70’ Alex Teixeira 75’, 86’ Eduardo |

#### Girone di ritorno
| Arbitro: | Bojko (Kiev) |

|                                    |           |                                            |
| Zaporožan 16’ (rig.) Ponomar 90+1’ | Marcatori | 14’ Dentinho 43’ Hladkyj 54’ Alex Teixeira |

| Arbitro: | Kozyk (Mukačevo) |

|                                         |           |  |
| Marlos 19’, 38’ Ismaily 32’ Hladkyj 67’ | Marcatori |  |

| Arbitro: | Žabčenko (Chmel'nyc'kyj) |

|              |           |                                                                               |
| Chl'obas 16’ | Marcatori | 9’ Rakyc'kyj 28’ Taison 30’ Marlos 35’ Ferreyra 67’, 73’ (rig.) Alex Teixeira |

| Arbitro: | Možarovs'kyj (Leopoli) |

|                                |           |            |
| Srna 9’ Taison 49’ Eduardo 85’ | Marcatori | 36’ Hromov |

| Arbitro: | Aranovs'kyj (Kiev) |

|                                                    |           |             |
| Ruiz 10’ Šachov 44’ Zozulja 50’ Bezus 90+3’ (rig.) | Marcatori | 23’ Malyšev |

| Zaporižžja 19ª giornata | Metalurh Zaporižžja | - – + (non disputata) | Šachtar | Slavutyč-Arena |

| Arbitro: | Hrys'o (Leopoli) |

|                                                                                 |           |             |
| Taison 6’, 54’, 57’ Ismaily 27’ Ferreyra 31’ Marlos 67’ Eduardo 86’ Bernard 90’ | Marcatori | 16’ Kornjev |

| Arbitro: | Kozyk (Mukačevo) |

|                                      |           |                                      |
| Kalenčuk 38’ Lazić 61’ Iščenko 90+3’ | Marcatori | 51’ Eduardo 72’ Dentinho 79’ Malyšev |

| Arbitro: | Derdo (Čornomors'k) |

|                                           |           |  |
| Wellington Nem 46’ Marlos 84’ Eduardo 90’ | Marcatori |  |

| Arbitro: | Paschal (Cherson) |

|                 |           |             |
| Kalytvyncev 56’ | Marcatori | 10’ Bernard |

| Arbitro: | Možarovs'kyj (Leopoli) |

|                                     |           |  |
| Eduardo 33’, 78’ Wellington Nem 73’ | Marcatori |  |

| Arbitro: | Balakin (Kiev) |

|                    |           |                                       |
| Blanco Leschuk 36’ | Marcatori | 64’ (aut.) Hitčenko 88’ (rig.) Marlos |

| Arbitro: | Monzul' (Charkiv) |

|                          |           |                           |
| Ferreyra 32’ Hladkyj 74’ | Marcatori | 56’, 61’, 82’ Totovyc'kyj |

### Coppa d'Ucraina

#### Sedicesimi di finale
| Arbitro: | Kuzmin (Mykolaïv) |

|  |           |                                   |
|  | Marcatori | 23’ Malyšev 41’ Eduardo 75’ Hryn' |

#### Ottavi di finale
| Arbitro: | Foščij (Čerkasy) |

|  |           |                                                         |
|  | Marcatori | 34’ Malyšev 47’, 61’ Bernard 76’ Borjačuk 77’ Kovalenko |

| Arbitro: | Šurman (Kiev) |

|                                                             |           |  |
| Ferreyra 5’ (rig.) Kobin 33’ Borjačuk 67’ Taison 89’ (rig.) | Marcatori |  |

#### Quarti di finale
| Arbitro: | Abdula (Charkiv) |

|  |           |                                                        |
|  | Marcatori | 4’ Kovalenko 55’ Ferreyra 58’ Kučer 80’ Wellington Nem |

| Arbitro: | Vaks (Chmel'nyc'kyj) |

|                    |           |                   |
| Bernard 67’ (rig.) | Marcatori | 28’, 88’ Chl'obas |

#### Semifinale
| Arbitro: | Žabčenko (Chmel'nyc'kyj) |

|            |           |             |
| Hrycuk 36’ | Marcatori | 54’ Eduardo |

| Arbitro: | Truchanov (Charkiv) |

|                                  |           |  |
| Malyšev 15’ Wellington Nem 90+2’ | Marcatori |  |

#### Finale
| Arbitro: | Aranovs'kyj (Kiev) |

|  |           |                  |
|  | Marcatori | 42’, 57’ Hladkyj |

### Champions League

#### Terzo turno
| Istanbul 28 luglio 2015, ore 21:00 EEST Andata | Fenerbahçe | 0 – 0 referto | Šachtar | Stadio Şükrü Saraçoğlu (37 342 spett.)\| Arbitro: \| de Sousa \| |
| Arbitro:                                       | de Sousa   |               |         |                                                                  |

| Arbitro: | Zwayer |

|                                               |           |  |
| Hladkyj 25’ Srna 65’ (rig.) Alex Teixeira 68’ | Marcatori |  |

#### Play-off
| Arbitro: | Kuipers |

|  |           |            |
|  | Marcatori | 44’ Marlos |

| Arbitro: | Marciniak |

|                        |           |                        |
| Marlos 10’ Hladkyj 27’ | Marcatori | 13’ Schaub 22’ Hofmann |

#### Fase a gironi
| Squadra             | P.ti | G | V | P | S | GF | GS | DG  |
| ------------------- | ---- | - | - | - | - | -- | -- | --- |
| Real Madrid         | 16   | 6 | 5 | 1 | 0 | 19 | 3  | +16 |
| Paris Saint-Germain | 13   | 6 | 4 | 1 | 1 | 12 | 1  | +11 |
| Šachtar             | 3    | 6 | 1 | 0 | 5 | 7  | 14 | -7  |
| Malmö FF            | 3    | 6 | 1 | 0 | 5 | 1  | 21 | -20 |

Legenda:

      Ammesso alla fase a eliminazione diretta
      Ammesso alla fase a eliminazione diretta di Europa League
| Arbitro: | Bebek |

|                                                    |           |  |
| Benzema 30’ C. Ronaldo 55’ (rig.), 63’ (rig.), 81’ | Marcatori |  |

| Arbitro: | Aytekin |

|  |           |                                          |
|  | Marcatori | 7’ Aurier 23’ David Luiz 90’ (aut.) Srna |

| Arbitro: | Sidīropoulos |

|               |           |  |
| Rosenberg 17’ | Marcatori |  |

| Arbitro: | Hațegan |

|                                                           |           |  |
| Hladkyj 29’ Srna 48’ (rig.) Eduardo 55’ Alex Teixeira 73’ | Marcatori |  |

| Arbitro: | Nijhuis |

|                                            |           |                                             |
| Alex Teixeira 77’ (rig.), 88’ Dentinho 83’ | Marcatori | 18’, 70’ C. Ronaldo 50’ Modrić 52’ Carvajal |

| Arbitro: | Taylor |

|                           |           |  |
| Lucas 57’ Ibrahimović 86’ | Marcatori |  |

### Europa League

#### Sedicesimi di finale
| Leopoli 18 febbraio 2016, ore 22:05 EET Andata | Šachtar | 0 – 0 referto | Schalke 04 | Arena L'viv (23 615 spett.)\| Arbitro: \| Göçek \| |
| Arbitro:                                       | Göçek   |               |            |                                                    |

| Arbitro: | Jug |

|  |           |                                       |
|  | Marcatori | 27’ Marlos 63’ Ferreyra 77’ Kovalenko |

#### Ottavi di finale
| Arbitro: | Soares Dias |

|                                  |           |                |
| Taison 21’ Kučer 24’ Eduardo 79’ | Marcatori | 69’ Acheampong |

| Arbitro: | Mateu Lahoz |

|  |           |               |
|  | Marcatori | 90+3’ Eduardo |

#### Quarti di finale
| Arbitro: | Eriksson |

|                    |           |                            |
| Wilson Eduardo 89’ | Marcatori | 45’ Rakyc'kyj 75’ Ferreyra |

| Arbitro: | Královec |

|                                                               |           |  |
| Srna 25’ (rig.) Ferreira 43’ (aut.), 73’ (aut.) Kovalenko 50’ | Marcatori |  |

#### Semifinale
| Arbitro: | Marciniak |

|                           |           |                              |
| Marlos 23’ Stepanenko 36’ | Marcatori | 6’ Vitolo 82’ (rig.) Gameiro |

| Arbitro: | Kuipers |

|                             |           |             |
| Gameiro 9’, 47’ Mariano 59’ | Marcatori | 44’ Eduardo |

## Statistiche

### Statistiche di squadra
| Competizione         | Punti     | In casa | In casa | In casa | In casa | In casa | In casa | In trasferta | In trasferta | In trasferta | In trasferta | In trasferta | In trasferta | Totale | Totale | Totale | Totale | Totale | Totale | DR  |
| Competizione         | Punti     | G       | V       | N       | P       | Gf      | Gs      | G            | V            | N            | P            | Gf           | Gs           | G      | V      | N      | P      | Gf     | Gs     | DR  |
| -------------------- | --------- | ------- | ------- | ------- | ------- | ------- | ------- | ------------ | ------------ | ------------ | ------------ | ------------ | ------------ | ------ | ------ | ------ | ------ | ------ | ------ | --- |
| Prem"jer-liha        | 63        | 13      | 11      | 0       | 2       | 36      | 7       | 13           | 9            | 3            | 1            | 40           | 18           | 26     | 20     | 3      | 3      | 76     | 25     | +51 |
| Champions League     | 3         | 5       | 2       | 1       | 2       | 9       | 10      | 5            | 1            | 1            | 3            | 1            | 7            | 8      | 3      | 2      | 5      | 10     | 17     | -7  |
| Coppa d'Ucraina      | -         | 3       | 2       | 0       | 1       | 7       | 2       | 4            | 3            | 1            | 0            | 13           | 1            | 8      | 6      | 1      | 1      | 22     | 3      | +19 |
| Supercoppa d'Ucraina | Vincitore | -       | -       | -       | -       | -       | -       | -            | -            | -            | -            | -            | -            | 1      | 1      | 0      | 0      | 2      | 0      | +2  |
| Europa League        | -         | 4       | 2       | 2       | 0       | 9       | 3       | 4            | 3            | 0            | 1            | 7            | 4            | 8      | 5      | 2      | 1      | 16     | 7      | +9  |
| Totale               | 66        | 25      | 17      | 3       | 5       | 61      | 22      | 26           | 16           | 5            | 5            | 61           | 30           | 51     | 35     | 8      | 10     | 126    | 52     | +74 |

### Andamento in campionato
| Giornata  | 1 | 2 | 3 | 4 | 5 | 6 | 7 | 8 | 9 | 10 | 11 | 12 | 13 | 14 | 15 | 16 | 17 | 18 | 19 | 20 | 21 | 22 | 23 | 24 | 25 | 26 |
| --------- | - | - | - | - | - | - | - | - | - | -- | -- | -- | -- | -- | -- | -- | -- | -- | -- | -- | -- | -- | -- | -- | -- | -- |
| Luogo     | C | T | C | T | C | C | T | C | T | C  | T  | C  | T  | T  | C  | T  | C  | T  | T  | C  | T  | C  | T  | C  | T  | C  |
| Risultato | V | V | V | N | P | V | V | V | V | V  | V  | V  | V  | V  | V  | V  | V  | P  | V  | V  | N  | V  | N  | V  | V  | P  |
| Posizione | 3 | 1 | 1 | 2 | 3 | 2 | 2 | 2 | 2 | 2  | 1  | 1  | 1  | 1  | 1  | 1  | 1  | 2  | 2  | 2  | 2  | 2  | 2  | 2  | 2  | 2  |

Legenda:

Luogo: C = Casa; T = Trasferta. Risultato: V = Vittoria; N = Pareggio; P = Sconfitta.